# Dividindo Alegria
Dividindo Alegria é o sétimo álbum de estúdio do grupo brasileiro de pagode baiano Ara Ketu. Foi lançado em 1996 pelo selo Columbia. Ganhou o disco de Platina no Brasil.

## Faixas
| N.º            | Título                              | Compositor(es)                                      | Duração |  |
| 1.             | "Ara Amor" (participação de Djavan) | Pierre Onassis                                      | 3:23    |  |
| 2.             | "Siga o Ara"                        | Clóvis Cruz / Carlos Santana / Gilberto Timbaleiro  | 3:38    |  |
| 3.             | "Nossa Guerra Santa"                | Paulo Sérgio Valle / Chico Roque                    | 4:30    |  |
| 4.             | "Dividindo Alegria"                 | Gilson Babilônia / Alain Tavares                    | 3:19    |  |
| 5.             | "Um Love A Dois"                    | Clóvis Cruz / Birro Pacheco                         | 3:05    |  |
| 6.             | "Pega o Bicho"                      | Dinha                                               | 3:20    |  |
| 7.             | "Banana Reggae"                     | Sueldo Soares / Rildo Lima / Francisco Beethoven    | 3:30    |  |
| 8.             | "Tentação"                          | Paulo Sérgio Valle                                  | 3:55    |  |
| 9.             | "Ara e Você"                        | Pierre Onassis                                      | 3:50    |  |
| 10.            | "Festa na Cidade"                   | Pierre Onassis                                      | 4:32    |  |
| 11.            | "Cheguei pra Balançar"              | Tatau / Pierre Onassis                              | 3:53    |  |
| 12.            | "Dá, Dá, pra Ganhar Tem, Tem"       | Clóvis Cruz / Gilberto Timbaleiro / Osvaldo Menezes | 3:44    |  |
| 13.            | "Ibicuí"                            | Ninha / Jaime Bahia / Melodia Costa / Guará         | 3:13    |  |
| 14.            | "La Bamba"                          | Richie Valens                                       | 3:35    |  |
| Duração total: | Duração total:                      | Duração total:                                      | 51:34   |  |

## Certificações
| Brasil (ABPD)                             | Platina | 1997 | 250.000* |
| *número de vendas baseado na certificação |         |      |          |